# ويليام إم. لافي
ويليام إم. لافي هو قاضي ومحامي وسياسي أمريكي، ولد في 31 أكتوبر 1827 في Isle of Wight, Virginia ‏ في الولايات المتحدة، وتوفي في 14 أغسطس 1882 في Saratoga, New York ‏ في الولايات المتحدة. نشط حزبياً في الحزب الديمقراطي. وقد انتخب عضو مجلس نواب لويزيانا ‏ وانتخب عضو مجلس النواب الأمريكي ‏.